# 爱达荷国家实验室
愛達荷國家實驗室（英語：Idaho National Laboratory，縮寫：INL）是隸屬於美國能源部的國家實驗室之一，主要從事核技術研究。

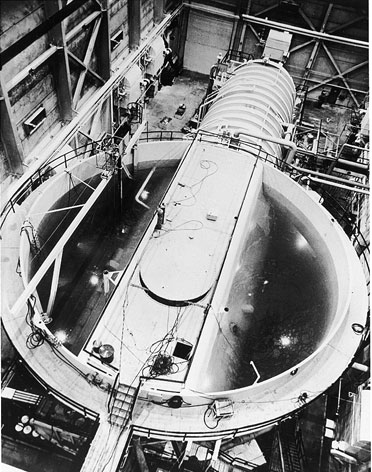
鸚鵡螺號核動力潛艇核心原型.

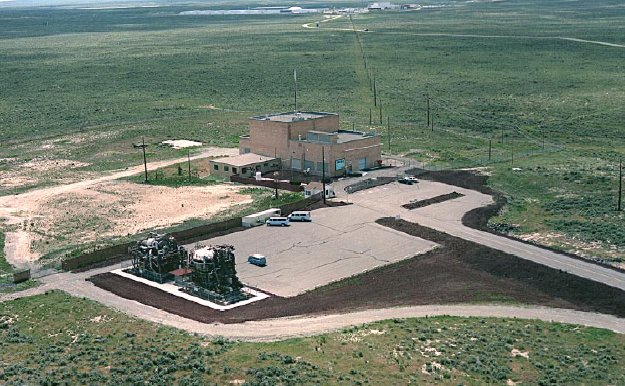
愛達荷州一號實驗增殖反應器，第一個產生可用電量的反應堆。

其前身是1949年成立的國家反應堆試驗站（National Reactor Testing Station, 縮寫：NRTS），1977年改名愛達荷能源實驗室（Idaho National Engineering Laboratory），1997年改名愛達荷國家能源和環境實驗室（Idaho National Engineering and Environmental Laboratory）。2005年2月1日改為現名。
各種組織在通常被稱為「現場」（the Site）的地方建造50多個反應堆，其中包括為世界提供第一批可用核電電力的反應堆以及世界上第一艘核潛艇的發電廠。 儘管許多設施現已退役，但這些設施是世界上核反應堆最集中的地方。
愛達荷國家實驗室位於愛達荷州東部高原沙漠中佔地890平方英里（2,300平方）的建築群中，西臨阿科，東臨爱达荷福尔斯和布萊克富特，南接愛達荷州原子城，實驗室擁有約5,700名員工。

## 早期項目

### 實驗性滋生反應爐一號

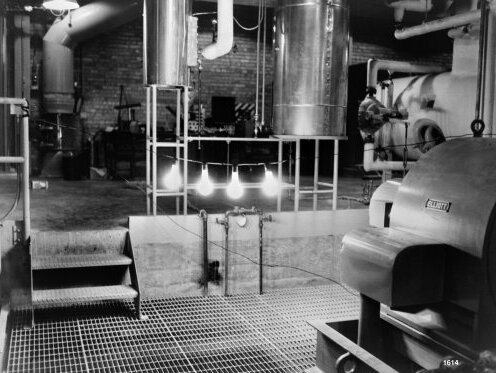
第一次4個燈泡掛在EBR-I二樓發電機附近，由核電點亮

1951年12月20日下午，阿尔贡国家实验室的科學家沃爾特·津恩(Walter Zinn) 和一小群助手目睹了愛達荷州東部沙漠中一座不起眼的磚砌建築中一排四個燈泡亮起。 連接到實驗性滋生反應爐一號(EBR-I) 的發電機發出的電力流過它們。 這是第一次透過核裂变產生可用的電力。
僅幾天后，反應器就產生了整個實驗性滋生反應爐綜合體所需的所有電力。 一噸天然鈾可產生超過 4,000 萬千瓦時的電力，相當於燃燒 16,000 噸煤炭或 80,000 桶石油。
然而，實驗性滋生反應爐一號(EBR-I) 的目的不僅僅是發電，更重要的是它的作用是證明反應器可以產生比運行期間消耗的更多的核燃料作為副產品。 1953年的測試證實確實如此。 這次活動的地點登記為国家历史名胜，從陣亡將士紀念日到劳动节 (美国)每天向公眾開放。

## 事件和事故

### 1961年致命事件

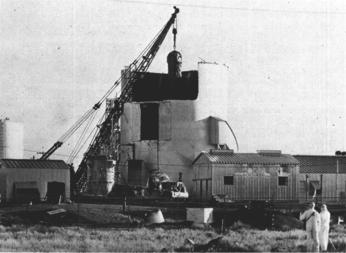
Sl-1反應堆容器正在從反應器廠房中拆除。 事故發生時，它跳起9 ft高。

1961年1月3日，美國唯一一起致命的核反應堆事故發生在國家反應堆試驗站(NRTS)。 一座名為Sl-1反應堆的實驗反應器因控制棒被拉出反應堆太遠而被摧毀，導致近乎瞬時的臨界功率偏移和蒸汽爆炸。 反應堆容器跳起9英尺（2.7）高。
腦震盪和爆炸導致在反應堆工作的三名軍人全部身亡。 由於廣泛的放射性同位素污染，三人都被埋在鉛棺中。 這些事件是兩本書的主題，一本出版於2003 年，《愛達荷福爾斯：美國第一次核事故不為人知的故事》，另一本《原子美國：一場致命的爆炸和一位令人畏懼的海軍上將如何改變了核歷史的進程》，2009年出版。

## 外部連接
- 官方网站
- Battelle （页面存档备份，存于）
- Idaho Cleanup Project （页面存档备份，存于），Fluor Corporation
- Annotated bibliography for the Idaho National Engineering Laboratory from the Alsos Digital Library for Nuclear Issues

43°32′00″N 112°56′41″W / 43.53333°N 112.94472°W